# Фланжер
Фланжер (англ. flanger, flange — фланжировать, фланец, фланцевать) — звуковой эффект или соответствующее устройство. Напоминает «летящее» звучание. По принципу работы схож с хорусом, и отличается от него временем задержки (5—15 мс) и наличием обратной связи (feedback).

## Характеристики
Фланжер напоминает взлёт самолёта, он был популярен в 60-х, когда музыканты активно применяли его для создания психоделического звучания.

## Принцип работы
Сначала входной сигнал разделяется на два независимых сигнала, один из которых остается без изменений, в то время как другой поступает на линию задержки. В линии задержки осуществляется задержка сигнала на 5-15 мс, причем время задержки изменяется в соответствии с сигналом генератора низких частот. На выходе задержанный сигнал смешивается с исходным. Генератор низких частот осуществляет модуляцию времени задержки сигнала. Он вырабатывает колебания определённой формы, лежащие в пределах от 3 Гц и ниже. Изменяя частоту, форму и амплитуду колебаний низкочастотного генератора, можно получать различный выходной сигнал.
Часть выходного сигнала подается обратно на вход и в линию задержки. В результате резонанса сигналов получается фланжер-эффект. Фаза сигнала обратной связи иногда инвертируется, тем самым достигается дополнительная вариация звукового сигнала.

## Параметры эффекта
- Глубина (depth) — характеризует диапазон изменения времени задержки.
- Скорость (speed, rate) — быстрота изменения «плавания» звука, регулируется частотой низкочастотного генератора.
- Форма волны генератора низкой частоты (LFO waveform) — бывает синусоидальной (sin), треугольной (triangle) и логарифмической (log).
- Баланс (balance, mix, dry/wet) — соотношение необработанного и обработанного сигналов.

## Устройства реализующие фланжер-эффект
Бывают аналоговые и цифровые. Примеры:
- Boss BF-3 Stereo Flanger
- Line 6 Liqua Flange
- MXR M-117R Flanger
- Danelectro FAB Flange
- Electro Harmonix Deluxe Electric Mistress
- DigiTech Turbo Flange

## Открытие эффекта
Эффект был открыт звукорежиссёром Филом Спектором в 1958 году. При попытке «удвоить» голос, воспроизводя запись одновременно c двух магнитофонов, и получился этот необычный звук (так как идеальной синхронизации лент добиться было невозможно, обе ленты чуть смещалась пo времени друг относительно друга). Спектор коснулся края крутящейся бобины с плёнкой и получил временную модуляцию сигнала. Flange в переводе с английского значит фланец (обод катушки с лентой). В результате эффект получил название «Фланжер».